# Juan Antonio Larrañaga
Juan Antonio Larrañaga Gurrutxaga (* 3. Juli 1958 in Azpeitia, Gipuzkoa) ist ein ehemaliger spanischer Fußballspieler. Mit Real Sociedad San Sebastián gewann der Abwehrspieler die beiden spanischen Meistertitel der Vereinsgeschichte, zudem holte er mit dem Klub einmal die Copa del Rey.

## Sportlicher Werdegang
Antonio Larrañaga debütierte Ende der 1970er Jahre in der Reservemannschaft von Real Sociedad San Sebastián, ehe er sich gegen Ende der Spielzeit 1980/81 in der in der Primera División antretenden Wettkampfmannschaft etablierte. Dabei trug er in neun Ligaeinsätzen zum ersten Gewinn des Meistertitels bei. Unter Trainer Alberto Ormaetxea hatte er sich nun als Stammspieler festgesetzt und stand bei der erfolgreichen Titelverteidigung in 34 Ligaspielen auf dem Feld, dabei erzielte er zwei Tore. Unter dem 1985 neu verpflichteten Cheftrainer John Toshack rückte er auf die Liberoposition, auf der er im Endspiel um die Copa del Rey 1986/87 gegen Atlético Madrid beitrug. Beim 4:2-Erfolg nach Elfmeterschießen verwandelte er den entscheidenden Strafstoß gegen Abel Resino.
Anschließend lief Antonio Larrañaga kurzzeitig für die spanische U-23-Auswahl auf, ehe er im Februar 1988 bei der 1:2-Niederlage gegen die Tschechoslowakei zu seinem einzigen A-Länderspieleinsatz kam. Im selben Jahr wurde er auch mit dem „Don Balón“ als Fußballer des Jahres in Spanien ausgezeichnet. Bis zu seinem Karriereende 1994 lief er noch für den Klub auf, anschließend arbeitete er im Amateurbereich als Trainer und war zeitweise aus als Kommentator beim baskischen Sender ETB 1 tätig. 2006 kehrte er in die Jugendarbeit von Real Sociedad San Sebastián zurück, wurde aber nach einer Umstrukturierung in Folge des Abstiegs in die Segunda División 2008 entlassen.